# Streichquartett

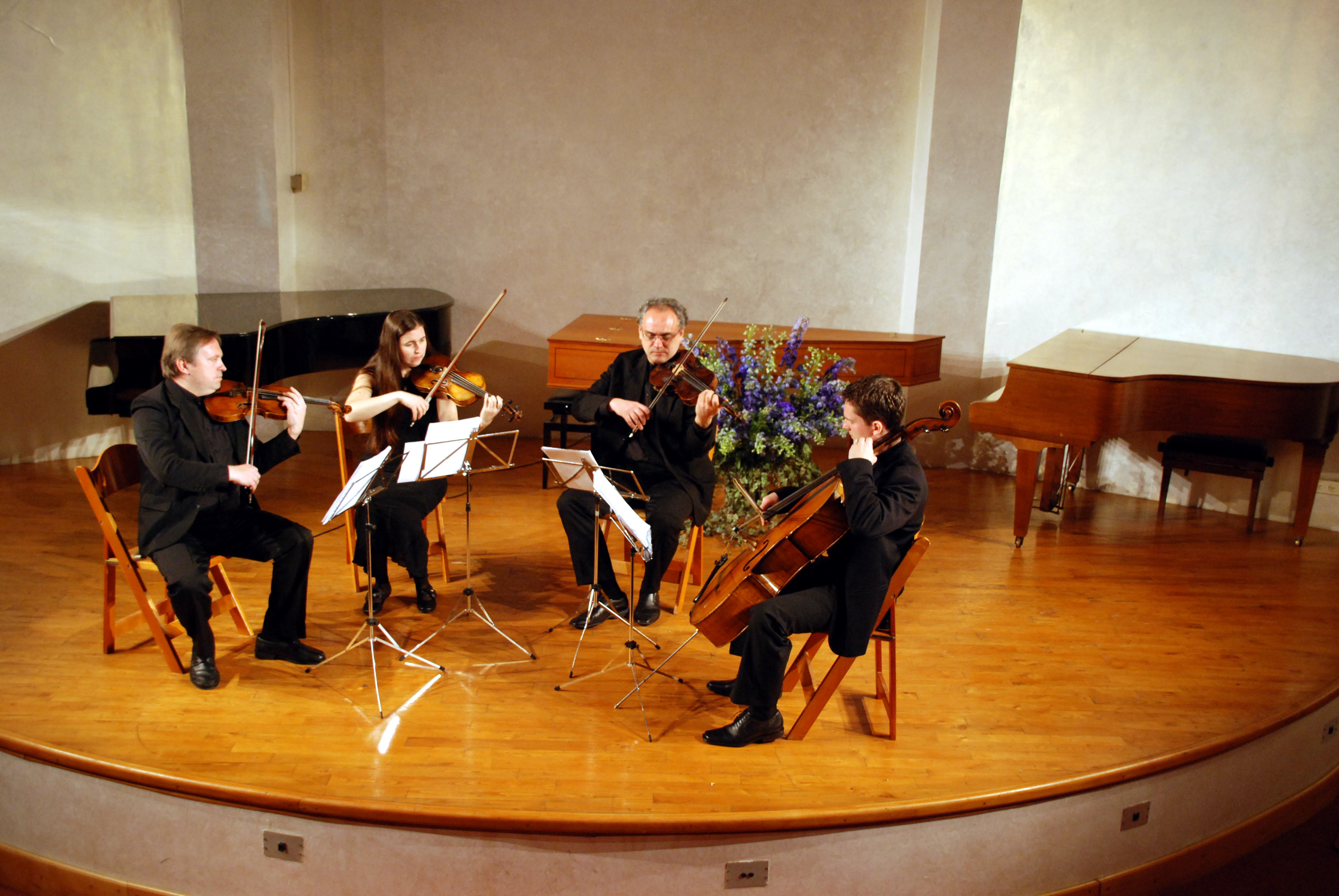
Das Tallinn Streichquartett 2008 in Tel Aviv.

Von der Wiener Klassik bis in die heutige Zeit ist das Streichquartett in der Besetzung aus zwei Violinen, Bratsche und Violoncello die bedeutendste Gattung der Kammermusik. Der Begriff Streichquartett bezeichnet dabei sowohl das Ensemble (Quartett) als auch die Musikgattung, bzw. eine aus dieser hervorgehende Komposition.

## Entstehung
Das Streichquartett entwickelte sich im zweiten Drittel des 18. Jahrhunderts aus der barocken Triosonate, im italienischen Raum der Sinfonia, der Sonata und dem Concerto grosso, sowie im deutschsprachigen Raum dem Quartett-Divertimento. Das Besondere der Gattung liegt darin, dass trotz der völlig herkömmlichen Besetzung mit zwei Violinen, Viola und Cello, die bereits dem kompletten Streichersatz des italienischen und deutschen Barockorchesters entspricht, die Bassstimme nicht durch ein akkordisches Continuoinstrument wie das Cembalo ergänzt wurde. Dadurch und wegen der solistischen Besetzung wurde eine zunehmende Gleichberechtigung der Stimmen auf einem hohen spieltechnischen Niveau möglich, bei der die Violoncellostimme nicht mehr nur eine begleitende Rolle als Basslinien-Instrument einnahm, sondern solistische Passagen erhielt, und ebenso die Mittelstimmen. Im Laufe der Zeit führte dies schließlich zu einer Unterscheidung zwischen orchestralem und kammermusikalischem Satz. Die Gattungsgründung ist nahezu zeitgleich durch Joseph Haydn gegen Ende der 1750er Jahre in Wien sowie Luigi Boccherini um 1761 (Kompositionsdatum seines 1. Streichquartetts) in Mailand anzusetzen. Bereits einige Jahre zuvor hatten Georg Philipp Telemann und Matthias Georg Monn Werke für die typische Streichquartettbesetzung vorgestellt. Boccherinis Quartettstil, der sich nach der Veröffentlichung seiner Werke in Paris ab 1767 schnell zunehmender Beliebtheit erfreute, ist von einem gekonnten und hochsensiblen Umgang mit dem Streicherklang, einer eher weichen, empfindsamen Emotionalität und von einer größeren formalen Offenheit geprägt (sowohl in Anzahl, Abfolge und Charakter der Sätze), während Haydn inhaltlich zu Witz, kontrapunktischen Spielereien und im Formalen bei aller Experimentierfreude bald zu einer Normierung (mit Vorbildfunktion) neigte. Die Quartette dieser beiden Komponisten sind trotz ihrer offensichtlichen Verschiedenheit jedoch nicht völlig gegensätzlich, so ist bekannt, dass sie sich gegenseitig schätzten, und Boccherini nahm auch Anregungen von Haydns Werken auf. Zu Lebzeiten hatten beide Meister Einfluss auf das Quartettschaffen ihrer Zeitgenossen, wobei Boccherini einen eher romanischen Quartettstil prägte, mit Vertretern wie Giuseppe Cambini, Gaetano Brunetti, Giovanni Battista Viotti und französischen Komponisten wie Hyacinthe Jadin; auch Schubert nahm noch Anregungen von Boccherini und Jadin auf. In Paris wurde das Quartett von Komponisten wie Gossec als „quatuor concertant“  bezeichnet, ohne dass es sich dabei immer um einen wirklich konzertanten Quartettstil handeln muss, bei dem ein (oder zwei) Instrument(e) durch besondere Virtuosität brillieren oder dominieren (meistens die 1. Violine). Beispiele für das letztere findet man von dem bereits genannten Violinvirtuosen Viotti oder von Paganinis Lehrer Alessandro Rolla. Auch in Haydns Quartetten gibt es viele Sätze, die er ursprünglich seinem brillanten Kollegen, dem Konzertmeister Tomasini, auf den Leib geschrieben hat (besonders Adagios).
Durch die zunehmende Dominanz der Wiener Klassiker trat das Quartett nach haydnscher Art ab 1800 immer stärker in den Vordergrund.

## Haydns Quartette
Aus Haydns Quartett-Divertimenti op. 1 und 2 entwickelte sich durch Haydns systematische Arbeit derjenige Typus, welcher spätestens mit op. 33 im Jahre 1781 als verbindliches Muster des Streichquartetts angenommen wurde. Haydn nahm eine eher zufällige Musiziersituation (in der zwei Violinisten, ein Bratscher und ein Cellist Stücke zum häuslichen Spiel suchten) auf, um die Möglichkeiten dieser Zusammenstellung zu erproben. Die Stücke op. 1 und 2 folgen der fünfsätzigen Satzfolge: Schnell – Menuett – Adagio – Menuett – Schnell. Die Ecksätze sind dabei in der Form kleiner Sonatensätze gebildet. Die für das Modell des Streichquartetts später so wichtigen Elemente wie die motivische Arbeit und die Gleichberechtigung der Instrumente werden nur ansatzweise erprobt.

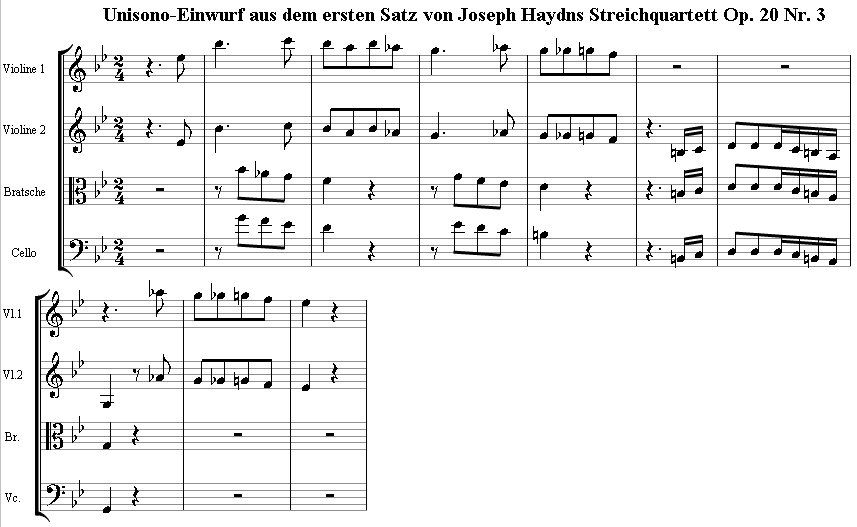
Unisono-Einwurf aus dem 1. Satz von Joseph Haydns Streichquartett g-Moll op. 20 Nr. 3

Haydn war trotz des großen Erfolges der Werke mit diesem Modell anscheinend nicht ganz zufrieden. Im 1769/1770 entstandenen Opus 9 und im 1771 entstandenen op. 17 machte er die aus der Sinfonie stammende Viersätzigkeit zur Norm, meistens in der Form: Allegro moderato – Menuett – Adagio – Presto. Dabei können die beiden Mittelsätze auch umgekehrt erscheinen. Im ein Jahr später entstandenen op. 20 wird der neue Quartett-Stil noch perfektioniert. Satz und motivische Arbeit sind oft kunstvoll bis streng und mehrere Quartette enden mit einer Fuge (wofür es bei Boccherini bereits in seinem op. 2 ein Vorbild gibt). Haydn klingt hier weit extremer und experimentierfreudiger als früher, seine Affektsprache ist intensiv, die Kontraste innerhalb der Sätze werden stärker herausgearbeitet. Als Beispiel möge der erste Satz aus op. 20 Nr. 3 (siehe Noten und Hörbeispielⓘ) dienen. Hier wird das Thema von plötzlichen Unisono-Einwürfen abrupt unterbrochen.
Das zehn Jahre später erscheinende op. 33, welches die Extreme von op. 20 vermied, und ein fein abgestimmtes Gleichgewicht von hoher musikalischer Qualität, Spielfreude und Hörvergnügen liefert, wurde von Haydns Zeitgenossen dann als definitives klassisches Muster des Streichquartetts empfunden. Die Menuette werden hier zum ersten Mal durch Scherzi ersetzt, aber in späteren Quartettsammlungen kehrt Haydn wieder zum Menuett zurück (wenn auch oft in schnellem Tempo).
Mozart reagierte auf diese Werke prompt mit der Komposition sechs eigener, Haydn gewidmeter Quartette (1782–1785), die neben der gelungenen Assimilierung des haydnschen Musters auch Mozarts Auseinandersetzung mit der Kontrapunktik Bachs und Händels dokumentiert. Durch Haydns folgende Quartette (ab op. 50), die in ihrer musikalischen Sprache und Harmonik nach und nach komplexer werden, sowie durch Beethovens Quartette entwickelte sich dann die Anschauung vom Streichquartett als der „anspruchsvollsten Gattung der Kammermusik“. Diese Sichtweise wurde durch die Vorstellungen der Kompositionslehre über die „besondere Vollkommenheit des vierstimmigen Satzes“, der außerdem Gesprächcharakter habe, zusätzlich gestützt.

## Blütezeit

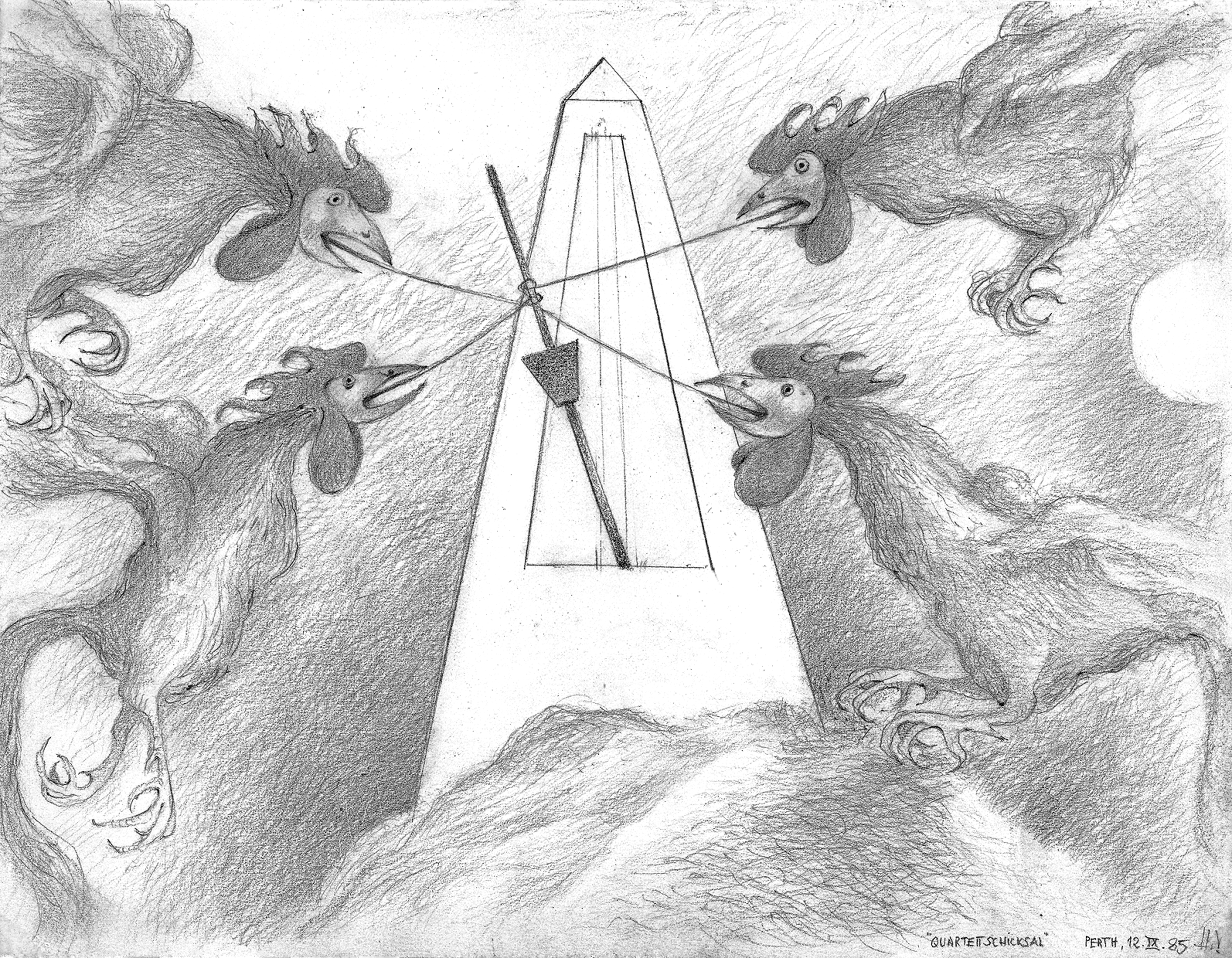
Quartettschicksal; Bleistiftzeichnung von Hermann Voss, Bratscher des Melos Quartetts, 1985

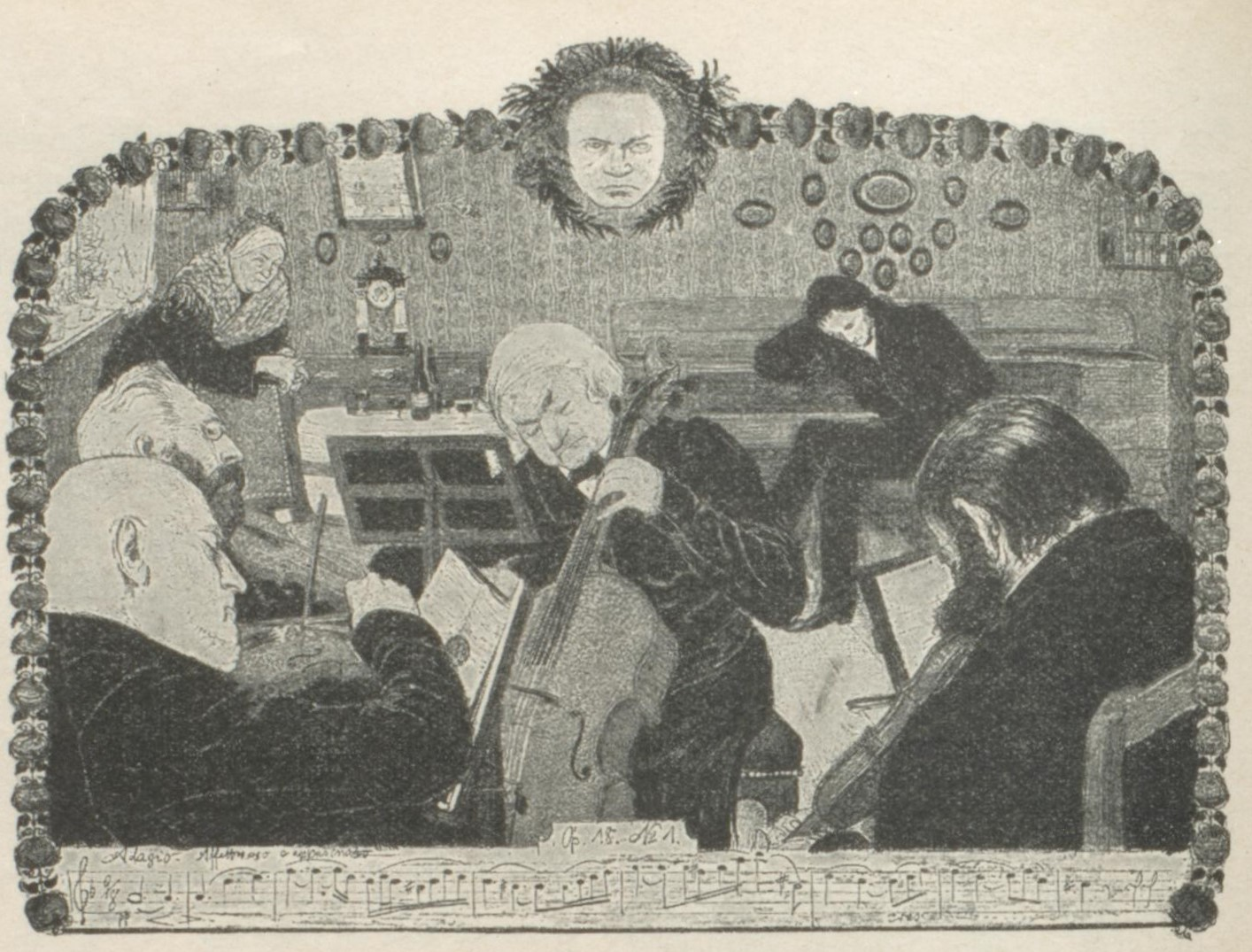
Illustration von Reinhold Max Eichler zum Gedicht Kammermusik von Hugo Salus (1896). Gespielt wird das erste Streichquartett von Beethoven.

Ihre Blüte erlebte die Gattung zur Zeit der Wiener Klassik und in der frühen Romantik. Ausschlaggebend war dafür die Auseinandersetzung von Komponisten mit Streichquartetten ihrer Kollegen. So treiben die sogenannten Haydn-Quartette von Wolfgang Amadeus Mozart die Entwicklung in Richtung einer komplexen Intellektualisierung und eines rationalen und absoluten Kunstanspruchs voran, auch wenn Mozart selber in seinen späteren Quartetten wieder etwas gefälliger erscheint.
Die von höchster geistiger Durchdringung zeugenden Streichquartette von Ludwig van Beethoven setzten neue Maßstäbe für alle nachfolgenden Komponistengenerationen. Mit ihrer (teilweise noch heute) avantgardistischen Kühnheit in Form und Ausdruck verabschiedete sich die Gattung endgültig von einer bloßen Unterhaltung für das Publikum. Nicht zuletzt durch Beethovens Werke verursacht, erlebte die – zunächst von Dilettanten oder in adeligem Dienst stehenden Ensembles gepflegte – Besetzungsform mit dem Schritt berufsorientierter Ensembles aus Salon und Musizierstube in den öffentlichen Konzertsaal 1804 in Wien (Schuppanzigh-Quartett) eine zunehmende Professionalisierung.
Das Streichquartettschaffen von Franz Schubert ist ähnlich umfangreich wie dasjenige Beethovens. Mindestens seine letzten drei Quartette (Der Tod und das Mädchen, Rosamunde, G-Dur-Quartett) stehen in ihrer Bedeutung und Beliebtheit heute gleichwertig neben den Werken Beethovens. Eine größere Anzahl von Streichquartetten schrieben in der nachfolgenden Zeit Felix Mendelssohn Bartholdy und Antonín Dvořák (z. B. Amerikanisches Quartett op. 96). Mendelssohns Streichquartett op. 13 kann als Anregung für Edvard Griegs Streichquartett op. 27 gelten, welches die Enzyklopädie Die Musik in Geschichte und Gegenwart als eine der bemerkenswertesten Kompositionen der Romantik bewertet. Bei Robert Schumann und Johannes Brahms stehen die Streichquartette eher am Rande des kammermusikalischen Schaffens. Bedřich Smetana komponierte in seinem Quartett „Aus meinem Leben“ sein Tinnitus-Leiden akustisch mit ein. Giuseppe Verdi schrieb 1873 sein einziges Streichquartett als Gelegenheitswerk, da sich die Proben zur geplanten neapolitanischen Erstaufführung der Aida wegen der Indisposition der Primadonna Teresa Stolz verzögerten.

## Entwicklung des 20. Jahrhunderts
Unter diesem Gesichtspunkt erscheinen die nachromantischen Beiträge zur Gattung Streichquartett wie eine konsequente Weiterentwicklung. Die Einzelwerke von Claude Debussy (Streichquartett in g-Moll) und Maurice Ravel (Streichquartett in F-Dur), die beiden programmatischen Streichquartette von Leoš Janáček, die vier nummerierten Streichquartette von Arnold Schönberg und die sechs Streichquartette von Béla Bartók formulieren auf höchstem Niveau die Quintessenz der Tonsprache der jeweiligen Komponisten, im Fall von Bartók deutlich erkennbar aus jeweils verschiedenen Schaffensperioden. Während die Quartette Debussys und Ravels vor allem in ihrer klanglichen Differenzierung zukunftsweisend sind, betreten die Quartette der Zweiten Wiener Schule um Schönberg (Berg, Webern) sowie Bartóks auch harmonisches und teilweise formales Neuland: Schönberg fügt in zwei Sätzen seines 2. Streichquartetts den vier Instrumenten eine Sopranstimme hinzu; in Nr. 3 und 4 verlässt er die harmonisch-tonale Kompositionsweise, die den formalen Verlauf eines Streichquartetts von Anbeginn der Gattung geprägt hatte: Geradezu programmatisch lautet denn auch der vertonte Gedichttext des 4. Satzes (Stefan George): „ich fühle luft von anderem planeten [...] ich löse mich in tönen, kreisend, webend“. Den entscheidenden Schritt in die freie Tonalität bzw. Atonalität (ein von Schönberg abgelehnter Begriff, der sich jedoch durchgesetzt hat) geht aber Anton Webern mit seinen drei Streichquartetten und entwickelt dabei neue, aus der Zwölftontechnik abgeleitete musikalische Formen. Doch erst das dodekaphone Streichquartett op. 28 verweist auch im Namen auf die Gattungstradition: Die Kompositionen aus op. 5 heißen schlicht „Sätze“ für Streichquartett, op. 9 ist mit „Bagatellen“ überschrieben: Beide Werke sind frei atonal komponiert, allerdings finden sich selbst hier noch versprengte Dreiklangsbildungen und andere vage Assoziationen an die Tonalität; der Titel „Bagatellen“ geht aber wohl nicht auf Webern selbst, sondern auf den Verlag zurück. Die Bagatellen op. 9 wiederum sind eine Kompilation eines dreisätzigen Streichquartetts aus dem Jahr 1911, das für die Bagatellen op. 9 um einen Eingangs- und Schlusssatz erweitert wurde. Diese beiden Ecksätze stammen aus dem Jahr 1913: Sie bildeten ursprünglich mit einem ebenfalls eine Singstimme einbeziehenden Mittelsatz eine abgeschlossene Werkeinheit; Webern publizierte jedoch nur diese beiden Rahmensätze innerhalb der Bagatellen op. 9 (der Mittelsatz des Zyklus aus dem Jahr 1913 blieb zu Lebzeiten unpubliziert). Die für Webern typische kompositorische Verdichtung des Ausdrucks findet sich später wieder in den drei Streichquartetten des ungarischen Komponisten György Kurtág, dessen Streichquartett Officium breve (1988/89) sowohl mit der Opuszahl 28 als auch mit einem Zitat ganz bewusst auf Webern verweist.
Schönbergs Schwager und Freund Alexander Zemlinsky komponierte vier Streichquartette, in denen er jeweils den kompositionstechnischen Status quo seiner Zeit reflektierte: Das 1. Quartett D-Dur wirkt wie eine Übersteigerung der Musiksprache Brahms’ und kreuzt diese mit Wagner’scher Harmonik; das 2. Quartett op. 15 zitiert Themen, Motive, Formmodelle und Tonartdispositionen von Werken Schönbergs (man beobachte die vorgezeichnete Tonart fis-Moll, die an Schönbergs 2. Streichquartett erinnert: Schönberg sprengt die Tonart innerhalb des Satzzyklus, Zemlinsky erreicht sie so gut wie nirgendwo). Das dritte (op. 19) und vierte Quartett (op. 25) wirken wie eine Bestandsaufnahme des verfügbaren ‚musikalischen Materials‘ zur Zeit ihrer Komposition: In ihnen stehen unaufgelöste Dissonanzen, Diatonik, Themen, die annähernd alle 12 Töne einbeziehen, rhythmisch-metrische Vexierspiele, Ostinati, spätromantische Ausdrucksübersteigerung und neobarocke Formensprache, anverwandelt durch den für Zemlinsky typischen ‚Ton‘, nebeneinander.
Strawinski vermeidet die Bezeichnung „Streichquartett“ und reiht lose Sätze für diese Besetzung aneinander. Bartók fügt volksmusikalische Elemente hinzu, schreibt ein einsätziges Quartett (Nr. 3) und entwickelt neue Spieltechniken für die vier Streicher u. a. das so genannte „Bartók-Pizzicato“, bei dem der Spieler die Saite geräuschvoll auf das Griffbrett schnellen lässt. Gershwin geht in einigen seiner Werke ebenfalls eher neuartige Wege, indem er das isolierte Streichquartett, wie beispielsweise in seinem Klavierkonzert in F im zweiten Satz, für kurze Zeit als eine Art 'Interludium' auftreten lässt, während das restliche Werk von vollem Orchester getragen wird. Völlig den Rücken kehren der Gattung, nicht aber der Besetzung, Kompositionen von Bernhard Sekles, Erich Wolfgang Korngold und Philipp Jarnach. Dem entgegen stehen Werke derselben Zeit von Paul Hindemith und Dmitri Schostakowitsch, die der Auseinandersetzung mit oder Abkehr von der Tradition fern stehen und an die Blütezeit vor Beethoven erinnern.
Bemerkenswerte Beiträge zu Streichquartettkompositionen neuester Zeit lassen sich auch in der Filmmusik finden, beispielsweise in Werken von Philip Glass.

## Neuere Entwicklungen
Setzten sich die ersten Streichquartette zunächst noch (im Fall des Gewandhausquartetts bis heute) aus den Stimmführern der jeweiligen Instrumentengruppen eines Orchesters zusammen, etablierte sich ab der 2. Hälfte des 20. Jahrhunderts zunehmend der Typus des vom Orchester unabhängig agierenden Kammermusikensembles. Die bekanntesten Streichquartette unserer Zeit arbeiten auf freischaffender Grundlage, allerdings zunehmend nach amerikanischem Vorbild als „quartet in residence“, bei dem ein Streichquartett für einige Zeit an einer Universität angestellt ist und dafür in die Gestaltung des musikalischen Lebens am Universitätsstandort sowie in eine Lehrtätigkeit an den angeschlossenen musikalischen Instituten einbezogen wird.
Schien die Zersplitterung der Gattungsvorstellung zu Beginn des 20. Jahrhunderts zunächst in eine Krise der Gattung zu führen, so zeigte sich doch spätestens seit den 60er Jahren wieder ein vermehrtes Interesse der Komponisten an dieser Gattung, die nunmehr in einer kaum einzugrenzenden stilistischen Vielfalt entstehen. Wichtige Beiträge lieferten Witold Lutosławski (1964), György Ligeti (1968, 2. Streichquartett) und Luigi Nono (1979/1980). Ein Vorstoß in Geräuschhaftes findet sich beim frühen Krzysztof Penderecki, eine Sprengung des Aufführungsrahmens entsteht bei Karlheinz Stockhausen durch Verteilen der vier Spieler auf vier Hubschrauber (Helikopter-Quartett aus Licht). Die Erforschung neuer geräuschhafter Klanglichkeit findet sich auch in den drei Beiträgen zur Gattung Streichquartett von Helmut Lachenmann. In der nachfolgenden mittleren und jüngeren Generation gibt es einige Komponisten, die ab den 1970er Jahren in dem Bewusstsein eines Neuanfangs und der Abkehr von streng strukturalistischem Denken mittlerweile mehrere Streichquartette vorlegten; zu ihnen gehören Wolfgang Rihm, der 13 Quartette hervorgebracht hat, und Jörg Widmann, der 1997 mit dem Schreiben von Streichquartetten begann und seine Quartette 1 bis 5 als Teile eines großen Werks betrachtet - eine Arbeit, die im Jahr 2005 ihren Abschluss fand. Auch der Engländer Brian Ferneyhough und der Italiener Salvatore Sciarrino haben bedeutende Quartette geschrieben. 
Einen Weg unabhängig von der europäischen Tradition gingen amerikanische Komponisten wie John Cage, Steve Reich, Terry Riley und vor allem Morton Feldman, dessen 2. Streichquartett (1983) mit einer Aufführungsdauer von fünf Stunden alle herkömmliche Aufführungspraxis sprengt. Einen eigenen Weg verfolgt Ben Johnston, dessen 10 Streichquartette die europäische Tradition bewusst reflektieren aber um die harmonischen Möglichkeiten der Just Intonation erweitern. Als neuer Ansatz kann das 43-stündige digitale Werk String Quartet(s) des Australiers Georges Lentz gelten, das in der eigens errichteten Cobar Sound Chapel ein permanentes Zuhause fand.

## Komponisten mit wichtigen Beiträgen zur Gattungsgeschichte
- Giovanni Battista Sammartini (1700/1701–1775)
- Franz Xaver Richter (1709–1789)
- Matthias Georg Monn (1717–1750)
- Pietro Nardini (1722–1793)
- Joseph Haydn (1732–1809)
- François-Joseph Gossec (1734–1829)
- Johann Georg Albrechtsberger (1736–1809)
- Roman Hoffstetter (1742–1815)
- Luigi Boccherini (1743–1805)
- Gaetano Brunetti (1744–1798)
- Giuseppe Cambini (1746–1825)
- Franz Anton Hoffmeister (1754–1812)
- Giovanni Battista Viotti (1755–1824)
- Wolfgang Amadeus Mozart (1756–1791)
- Joseph Martin Kraus (1756–1792)
- Ignaz Josef Pleyel (1757–1831)
- Luigi Cherubini (1760–1842)
- Rodolphe Kreutzer (1766–1831)
- Louis Emmanuel Jadin (1768–1853)
- Ludwig van Beethoven (1770–1827)
- Hyacinthe Jadin (1776–1800)
- Louis Spohr (1784–1859)
- George Onslow (1784–1853)
- Ferdinand Ries (1784–1838)
- Friedrich Kuhlau (1786–1832)
- Friedrich Ernst Fesca (1789–1826)
- Franz Schubert (1797–1828)
- Gaetano Donizetti (1797–1848)
- Juan Crisóstomo de Arriaga (1806–1826)
- Felix Mendelssohn Bartholdy (1809–1847)
- Norbert Burgmüller (1810–1836)
- Robert Schumann (1810–1856)
- Giuseppe Verdi (1813–1901)
- Robert Volkmann (1815–1883)
- Eduard Franck (1817–1893)
- Friedrich Kiel (1821–1885)
- César Franck (1822–1890)
- Joachim Raff (1822-1882)
- Theodor Kirchner (1823–1903)
- Bedřich Smetana (1824–1884)
- Johannes Brahms (1833–1897)
- Felix Draeseke (1835–1913)
- Camille Saint-Saëns (1835–1921)
- Pjotr Tschaikowski (1840–1893)
- Antonín Dvořák (1841–1904)
- Edvard Grieg (1843–1907)
- Gabriel Fauré (1845–1924)
- Leoš Janáček (1854–1928)
- Sergei Tanejew (1856–1915)
- Claude Debussy (1862–1918)
- Carl Nielsen (1865–1931)
- Jean Sibelius (1865–1957)
- Albert Roussel (1869–1937)
- Hans Pfitzner (1869–1949)
- Wilhelm Stenhammar (1871–1927)
- Alexander von Zemlinsky (1871–1942)
- Paul Juon (1872–1940)
- Max Reger (1873–1916)
- Reynaldo Hahn (1874–1947)
- Charles Ives (1874–1954)
- Franz Schmidt (1874–1939)
- Arnold Schönberg (1874–1951)
- Josef Suk (1874–1935)
- Maurice Ravel (1875–1937)
- Richard Wetz (1875–1935)
- Frank Bridge (1879–1941)
- Ernest Bloch (1880–1959)
- Béla Bartók (1881–1945)
- Nikolai Mjaskowski (1881–1950)
- Karl Weigl (1881–1949)
- Artur Schnabel (1882–1951)
- Igor Strawinski (1882–1971)
- Anton Webern (1883–1945)
- Alban Berg (1885–1935)
- Egon Wellesz (1885–1974)
- Othmar Schoeck (1886–1957)
- Heitor Villa-Lobos (1887–1959)
- Max Butting (1888–1976)
- Jacques Ibert (1890–1962)
- Frank Martin (1890–1974)
- Bohuslav Martinů (1890–1959)
- Sergei Prokofjew (1891–1953)
- Arthur Honegger (1892–1955)
- Darius Milhaud (1892–1974)
- Erwin Schulhoff (1894–1942)
- Paul Hindemith (1895–1963)
- Wladimir Rudolfowitsch Vogel (1896–1984)
- Erich Wolfgang Korngold (1897–1957)
- Ernst Krenek (1900–1991)
- Henri Sauguet (1901–1989)
- Wissarion Schebalin (1902–1963)
- Michael Tippett[3] (1905-1998)
- Ernst Hermann Meyer (1905–1988)
- Peter Mieg (1906–1990)
- Dmitri Schostakowitsch (1906–1975)
- Miklós Rózsa (1907–1995)
- Elliott Carter (1908–2012)
- Vagn Holmboe (1909–1996)
- John Cage (1912–1992)
- Benjamin Britten (1913–1976)
- Witold Lutosławski (1913–1994)
- Hermann Haller (1914–2002)
- Alberto Ginastera (1916–1983)
- Isang Yun (1917–1995)
- Gottfried von Einem (1918–1996)
- Mieczysław Weinberg (1919–1996)
- Robert Simpson (1921–1997)
- György Ligeti (1923–2006)
- Luigi Nono (1924–1990)
- Pierre Boulez (1925–2016)
- Boris Tschaikowski (1925–1996)
- Bertold Hummel (1925–2002)
- Giselher Klebe (1925–2009)
- Ben Johnston (1926-2019)
- György Kurtág (* 1926)
- Hans Werner Henze (1926–2012)
- Morton Feldman (1926–1987)
- Ernst Widmer (1927–1990)
- Einojuhani Rautavaara (1928–2016)
- Karlheinz Stockhausen (1928–2007)
- George Crumb (1929–2022)
- Günter Kochan (1930–2009)
- Sofia Gubaidulina (1931–2025)
- Rudolf Kelterborn (1931–2021)
- Krzysztof Penderecki (1933–2020)
- Helmut Lachenmann (* 1935)
- Rolf Urs Ringger (1935–2019)
- Aulis Sallinen (* 1935)
- Steve Reich (* 1936)
- Philip Glass (* 1937)
- Gloria Coates (1938–2023)
- Heinz Holliger (* 1939)
- Friedrich Goldmann (1941–2009)
- Volker David Kirchner (1942–2020)
- Brian Ferneyhough (* 1943)
- Krzysztof Meyer (* 1943)
- Pehr Henrik Nordgren (1944–2008)
- Anders Eliasson (1947–2013)
- Peter Ruzicka (* 1948)
- Kalevi Aho (* 1949)
- Lorenzo Ferrero (* 1951)
- Wolfgang Rihm (1952–2024)
- Beat Furrer (* 1954)
- Shigeru Kan-no (* 1959)
- Daniel Schnyder (* 1961)
- Dieter Ammann (* 1962)
- Fabian Müller (Komponist) (* 1964)
- Georges Lentz (* 1965)
- Boris Yoffe (* 1968)
- Jörg Widmann (* 1973)
- David Philip Hefti (* 1975)

Siehe auch: Liste der kammermusikalischen Werke Haydns, Liste der kammermusikalischen Werke Mozarts ohne Klavier, Liste der kammermusikalischen Werke Beethovens, Liste der kammermusikalischen Werke Schuberts, Quatuor concertant

## Bekannte Ensembles
Siehe: Liste von Streichquartett-Ensembles

## Varia
Szöke Szakall schrieb eine Komödie namens Streichquartett. Der Witz wird aus dem Umstand bezogen, dass vier Musiker auftreten sollen, von denen keiner ein Instrument spielen kann. Es wurde 1962 u. a. mit Dieter Hildebrandt, Klaus Havenstein, Hans Jürgen Diedrich, Jürgen Scheller, Fritz Benscher und Ursula Noack als TV-Stück produziert.